# КТГ 6
КТГ 6 — вантажний тролейбус, що випускався на Київському заводі електротранспорту (КЗЕТ) з 1987 по 1994 рік. Одна з найновіших та найміцніших моделей тролейбусів КТГ, суттєво відрізняється за призначенням від попередників КТГ 1, КТГ 2 та КТГ 4 — цей тролейбус поливомиєчний і використовується як машина-поливальник і поливає водою автошляхи. Єдиний з КТГ, що має заводську емблему, що була виготовлена за рік до початку випуску КТГ 6. Зазвичай ці тролейбуси пофарбовані у нетиповий для КТГ «ремонтний» червоно-жовтий колір: українські КТГ 6 зазвичай синього чи зеленого кольору.
Конструкція КТГ 6 нагадує КТГ 2, тільки у відкритому кузові міститься поливальний бак на 1000 літрів води. Такі КТГ 6 досить часто використовувалися для поливки міських автошляхів. Салон КТГ 6 також був обновлений: було встановлені сучасні крісла для водія та двох пасажирів.
Серійно не випускався; за час випуску було зроблено приблизно 15 моделей. В Україні збереглося їх лише три (див. Вантажний тролейбус), два у Одесі і один непрацюючий у Вінниці. Два останніх у Одесі справно працюють та активно використовуються у поливанні доріг та буксуванні несправних тролейбусів.

## Цікаві факти
- на випуклому радіаторі тролейбуса можна розгледіти емблему Київського заводу електротранспорту (КЗЕТ) (див. фото у повному масштабі). КТГ 6 — єдиний з вантажних тролейбусів, що має емблему Київського тролейбусного заводу.
- тролеї, електромотор та кулер (на верху тролейбуса, див. фото) повністю узято з моделі ЛАЗ-52522. Колеса тролейбуса були виготовлені на Львівському автобусному заводі.
- У Одесі працюють, можливо, єдині екземпляри КТГ 6 у світі.